# Ernst Baier
Ernst Baier (ur. 27 września 1905 w Żytawie, zm. 8 lipca 2001 w Garmisch-Partenkirchen) – niemiecki łyżwiarz figurowy, startujący w konkurencji solistów i par sportowych z żoną Maxi Herber. Mistrz i wicemistrz olimpijski z Garmisch-Partenkirchen (1936, złoto w parach sportowych, srebro wśród solistów), 4-krotny mistrz świata (1936–1939; w parach sportowych), 5-krotny mistrz Europy (1935–1939; w parach sportowych), 13-krotny mistrz III Rzeszy (w tym 6 tytułów indywidualnych).
Baier / Herber byli pierwszą parą w historii łyżwiarstwa figurowego, która wykonała skoki równoległe w zawodach.

## Życiorys

### Kariera amatorska
W 1929 roku Ernst Baier rozpoczynał karierę łyżwiarską jako solista, którą kontynuował do 1938 roku. Pomimo zdobycia sześciu tytułów krajowych w latach (1933–1938) nigdy nie zdobył indywidualnie tytułu mistrzowskiego na zawodach międzynarodowych. Dwukrotnie wywalczył wicemistrzostwo świata (1933, 1934), dwukrotnie medal brązowy mistrzostwa świata (1931, 1932). Zaś na mistrzostwach Europy zdobył trzy medale srebrne (1931–1933) i dwa brązowe (1935, 1936). W swoim pierwszym, indywidualnym występie na Zimowych Igrzyskach Olimpijskich 1932 w Lake Placid zajął 5. miejsce.
W 1934 roku równolegle rozpoczął rywalizację w konkurencji par sportowych z Maxi Herber. Baier / Herber byli pierwszą parą w historii łyżwiarstwa figurowego, która wykonała skoki równoległe w zawodach. W pierwszym roku wspólnych startów zdobyli brązowy medal mistrzostw świata 1934 w Helsinkach. Był to jedyny raz gdy nie wygrali zawodów w których uczestniczyli. Wspólnie sięgnęli po cztery tytuły mistrzów świata (1936–1939), pięć tytułów mistrzów Europy (1935–1939) oraz siedem tytułów krajowych (1934–1936, 1938–1941).
Na Zimowych Igrzyskach Olimpijskich 1936 Baier wystąpił indywidualnie zdobywając wicemistrzostwo olimpijskie oraz w parze z Maxi, wspólnie osiągając największy sukces w karierze – mistrzostwo olimpijskie. Po igrzyskach Ernst skupił się na występach w parze, przez co indywidualnie prezentował się jedynie na zawodach krajowych. Para Herbet / Baier kontynuowała wspólne występy amatorskie do 1941 roku.

### Po zakończeniu kariery amatorskiej
Baier rozpoczął pracę jako architekt i był zaangażowany w budowę kilku stacji metra w Berlinie. Po zakończeniu II wojny światowej Baier i Herber, już jako małżeństwo, występowali w pokazach łyżwiarskich. Później stworzyli swoją własną rewię berlińską w 1951 roku, którą później sprzedali słynnej Holiday on Ice. Po rozwodzie z Herber w 1965 roku Baier został trenerem łyżwiarstwa.

### Życie prywatne
W 1941 roku Baier poślubił swoją partnerkę sportową Maxi Herber. Mieli trójkę dzieci, dwóch synów i córkę. W 1964 roku rozwiedli się, a Baier miał drugą żonę, szwedzką łyżwiarkę profesjonalną Birgittę Wennström (ur. 1935) występującą w rewii Holiday on Ice. W 1968 roku urodziła im się córka, ale rozwiedli się w 1973 roku. W późniejszych latach Baier powtórnie ożenił się z pierwszą żoną Maxi Herber, ale po raz drugi doszło do rozwodu.
Ernst Baier zmarł w wieku 95 lat w Garmisch-Partenkirchen.

## Osiągnięcia

### Pary sportowe
Z Maxi Herber
| Zawody                 | 1934           | 1935           | 1936           | 1937           | 1938           | 1939           | 1940           | 1941           |                |                |                |                |                |                |                |                |                |
| Międzynarodowe         | Międzynarodowe | Międzynarodowe | Międzynarodowe | Międzynarodowe | Międzynarodowe | Międzynarodowe | Międzynarodowe | Międzynarodowe | Międzynarodowe | Międzynarodowe | Międzynarodowe | Międzynarodowe | Międzynarodowe | Międzynarodowe | Międzynarodowe | Międzynarodowe | Międzynarodowe |
| ---------------------- | -------------- | -------------- | -------------- | -------------- | -------------- | -------------- | -------------- | -------------- | -------------- | -------------- | -------------- | -------------- | -------------- | -------------- | -------------- | -------------- | -------------- |
| Igrzyska olimpijskie   |                |                | 1              |                |                |                |                |                |                |                |                |                |                |                |                |                |                |
| Mistrzostwa świata     | 3              |                | 1              | 1              | 1              | 1              |                |                |                |                |                |                |                |                |                |                |                |
| Mistrzostwa Europy     |                | 1              | 1              | 1              | 1              | 1              |                |                |                |                |                |                |                |                |                |                |                |
| Krajowe                |                |                |                |                |                |                |                |                |                |                |                |                |                |                |                |                |                |
| Mistrzostwa III Rzeszy | 1              | 1              | 1              |                | 1              | 1              | 1              | 1              |                |                |                |                |                |                |                |                |                |

### Soliści
| Zawody                 | 1929           | 1930           | 1931           | 1932           | 1933           | 1934           | 1935           | 1936           | 1937           | 1938           |                |                |                |                |                |                |                |
| Międzynarodowe         | Międzynarodowe | Międzynarodowe | Międzynarodowe | Międzynarodowe | Międzynarodowe | Międzynarodowe | Międzynarodowe | Międzynarodowe | Międzynarodowe | Międzynarodowe | Międzynarodowe | Międzynarodowe | Międzynarodowe | Międzynarodowe | Międzynarodowe | Międzynarodowe | Międzynarodowe |
| ---------------------- | -------------- | -------------- | -------------- | -------------- | -------------- | -------------- | -------------- | -------------- | -------------- | -------------- | -------------- | -------------- | -------------- | -------------- | -------------- | -------------- | -------------- |
| Igrzyska olimpijskie   |                |                |                | 5              |                |                |                | 2              |                |                |                |                |                |                |                |                |                |
| Mistrzostwa świata     |                |                | 3              | 3              | 2              | 2              |                |                |                |                |                |                |                |                |                |                |                |
| Mistrzostwa Europy     | 7              | 5              | 2              | 2              | 2              |                | 3              | 3              |                |                |                |                |                |                |                |                |                |
| Krajowe                |                |                |                |                |                |                |                |                |                |                |                |                |                |                |                |                |                |
| Mistrzostwa III Rzeszy | 2              |                |                |                | 1              | 1              | 1              | 1              | 1              | 1              |                |                |                |                |                |                |                |

## Nagrody i odznaczenia
- Światowa Galeria Sławy Łyżwiarstwa Figurowego – 1979[7]